# Lexington Market (métro de Baltimore)
Lexington Market est une station de métro américaine à Baltimore, dans le Maryland. Située le long de la seule ligne du métro de Baltimore entre State Center et Charles Center, elle a été mise en service le 21 novembre 1983.